# Thủy điện Xoỏng Con
Thủy điện Xoóng Con là thủy điện xây dựng trên dòng suối Chà Lạp  tại vùng đất bản Xoóng Con  xã Tam Thái huyện Tương Dương tỉnh Nghệ An, Việt Nam .
Thủy điện Xoóng Con có công suất lắp máy 15 MW với 2 tổ máy, khởi công tháng 08/2009 hoàn thành năm 2012 .

## Suối Chà Lạp
Suối Chà Lạp  dài khoảng 37 km, là phụ lưu cấp 1 của sông Lam, bắt nguồn từ dãy núi biên giới Việt - Lào 19°6′10″B 104°19′49″Đ / 19,10278°B 104,33028°Đ ở xã Tam Hợp, chảy uốn lượn theo hướng đông bắc .
Sang xã Tam Thái thì đổ vào bờ phải sông Lam . 19°14′5″B 104°32′11″Đ / 19,23472°B 104,53639°Đ

## Chỉ dẫn
1. 1 2  Theo Bản đồ tỷ lệ 1:50.000 tờ E-48-17-D, Cục Đo đạc và Bản đồ (2004), và Báo Nghệ An thì tên suối là Chà Lạp. Các văn liệu thủy điện viết là "suối Chà Lạt".
2. ↑  Tại xã Lưu Kiền cùng huyện cũng có một bản là bản Xoóng Con. Hai bản cách nhau 17 km theo đường thẳng.